# Пурю-о-Буа
Пурю́-о-Буа́ (фр. Pouru-aux-Bois) — коммуна во Франции, находится в регионе Шампань — Арденны. Департамент коммуны — Арденны. Входит в состав кантона Восточный Седан. Округ коммуны — Седан.
Код INSEE коммуны — 08342.
Коммуна расположена приблизительно в 220 км к северо-востоку от Парижа, в 100 км северо-восточнее Шалон-ан-Шампани, в 28 км к востоку от Шарлевиль-Мезьера.

## Население
Население коммуны на 2008 год составляло 289 человек.
| 1962 | 1968 | 1975 | 1982 | 1990 | 1999 | 2008 |
| ---- | ---- | ---- | ---- | ---- | ---- | ---- |
| 254  | 268  | 254  | 257  | 244  | 262  | 289  |

## Экономика

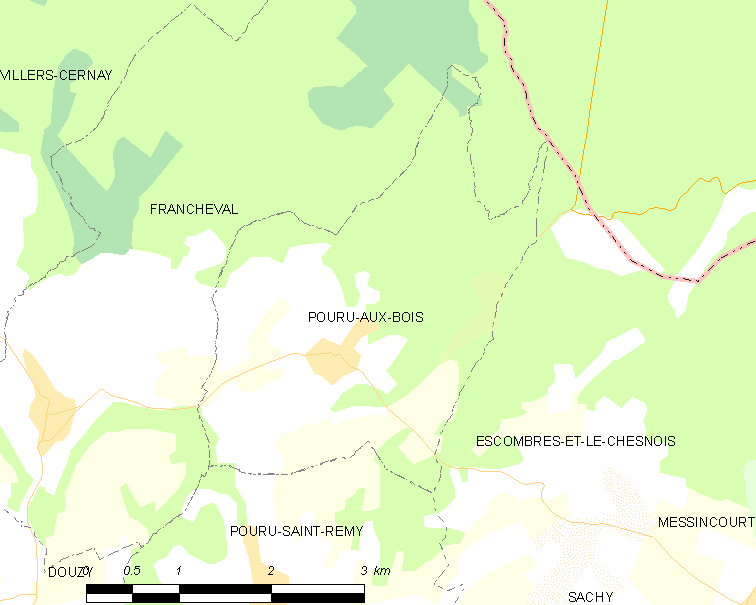
Карта коммуны

В 2007 году среди 187 человек в трудоспособном возрасте (15—64 лет) 125 были экономически активными, 62 — неактивными (показатель активности — 66,8 %, в 1999 году было 66,1 %). Из 125 активных работали 118 человек (73 мужчины и 45 женщин), безработных было 7 (2 мужчин и 5 женщин). Среди 62 неактивных 11 человек были учениками или студентами, 25 — пенсионерами, 26 были неактивными по другим причинам.

## Достопримечательности
- Церковь Сен-Мартен